# Casey McQuiston
Casey McQuiston (Baton Rouge, 21 gennaio 1991) è una scrittrice statunitense.

## Biografia
Nata e cresciuta a Baton Rouge, in Louisiana, ha compiuto gli studi all'Università statale della Louisiana.
Dopo aver lavorato nell'editoria per riviste, ha esordito nella narrativa nel 2019 con romanzo rosa young adult Rosso, bianco & sangue blu trasposto nell'omonima pellicola 4 anni dopo.
Si definisce queer e non binaria e vive a New York.

## Opere

### Romanzi
- Rosso, bianco & sangue blu (Red, White & Royal Blue, 2019), Casalserugo, Hope, 2021 traduzione di Daniela Rossetti ISBN 978-88-553-1209-7. - Nuova ed. Milano, Mondadori, 2022 traduzione di Daniela Rossetti ISBN 978-88-04-76706-0.
- Ancora una fermata (One Last Stop, 2021), Milano, Mondadori, Oscar fantastica, 2022 traduzione di Martina Del Romano ISBN 978-88-04-75018-5.
- Ho baciato Shara Wheeler (I Kissed Shara Wheeler, 2022), Milano, Mondadori, Oscar fantastica, 2023 traduzione di Martina Del Romano ISBN 978-88-04-75435-0.
- The Pairing (2024)

## Adattamenti cinematografici
- Rosso, bianco & sangue blu (Red, White & Royal Blue), regia di Matthew Lopez (2023)

## Premi e riconoscimenti

### Vincitrice
Premio Alex
- 2020 con Rosso, bianco & sangue blu[7]